# Adriano Martins (futebolista)
Adriano Ferreira Martins mais conhecido como Adriano Martins ou apenas Adriano (São Paulo, 21 de janeiro de 1982) é um ex-futebolista brasileiro que atuava como atacante.

## Carreira
Adriano ganhou destaque e projeção no cenário nacional jogando pela ADAP, no ano de 2007. No Campeonato Paranaense, Adriano foi fundamental para a equipe maringaense, que conquistou o primeiro lugar na fase de pontos corridos. No entanto, a ADAP foi derrotado pelo Paraná Clube nas semifinais, sendo então eliminado do Paranaense.
Suas boas atuações renderam sua contratação para o Internacional. Em sua estreia no pelo clube, no Campeonato Brasileiro de 2007, marcou um gol contra o Flamengo.
No início de 2009 foi emprestado ao Málaga da Espanha por seis meses, e em seguida para o Vasco da Gama, onde permaneceu pelo mesmo período de tempo.
Em 2010, retornou ao Inter, mas novamente o jogador foi emprestado, desta vez ao Cerezo Osaka, permanecendo por seis meses. Após isto, permaneceu no país para atuar pelo Gamba Osaka em 2011.
Ainda neste mesmo ano, por indicação do treinador Péricles Chamusca, Adriano foi contratado pelo Al-Jaish do Qatar. Logo em sua estreia, um empate em 3x3 contra o Al-Gharafa, marcou dois gols. Em seu segundo jogo, na primeira vitória de sua equipe por 3x0 em cima do Al-Sadd, Adriano repetiu o feito marcando mais dois gols.
Em agosto de 2015, foi contratado pelo Fortaleza para a Série C do Brasileiro.
Em 2016, foi contratado pelo Nova Iguaçu para a sequência do Campeonato Carioca - Série B. Logo em sua estreia, em 2 de abril, Adriano deixou sua marca diante do Itaboraí, na vitória da sua equipe por 2-1.
Em 10 de maio de 2017, após ser vice-artilheiro no Carioca, com 9 gols, foi contratado pelo Volta Redonda.

## Títulos
Internacional-RS
- Campeonato Gaúcho: 2008.
- Recopa Sul-Americana: 2007
- Copa Sul-Americana: 2008
- Dubai Cup 2008

Vasco da Gama
- Campeonato Brasileiro de Futebol - Série B: 2009

Nova Iguaçu
- Torneio Extra da Taça Guanabara : 2017
- Torneio Extra da Taça Rio (Taça Domingos Moro) : 2017

## Artilharia

### Arapongas Esporte Clube
- Campeonato Paranaense da Segunda Divisão: 2005 (11 gols).

### Al-Jaish
- Liga do Qatar: 2011/2012 (18 gols)